# Ducs d’Angers
Die Ducs d’Angers (offizieller Name: Association des Sports de Glisse d’Angers) ist eine französische Eishockeymannschaft aus Angers, welche 1982 gegründet wurde und seit 1992 durchgehend in der Ligue Magnus, der höchsten französischen Eishockeyliga, spielt.
Seine Heimspiele trug der Club bis 2019 im 1.200 Zuschauer fassenden Patinoire du Haras aus, seither ist der Angers IceParc mit 3.600 Plätzen neue Spielstätte des Vereins.

## Geschichte

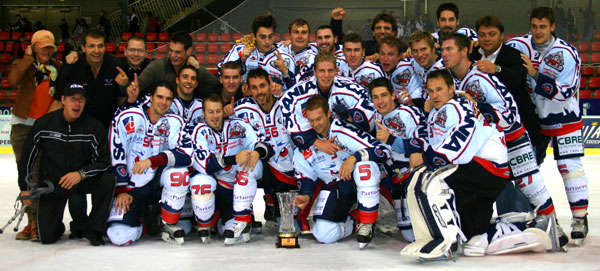
Die Sieger der Trophée des Champions 2007

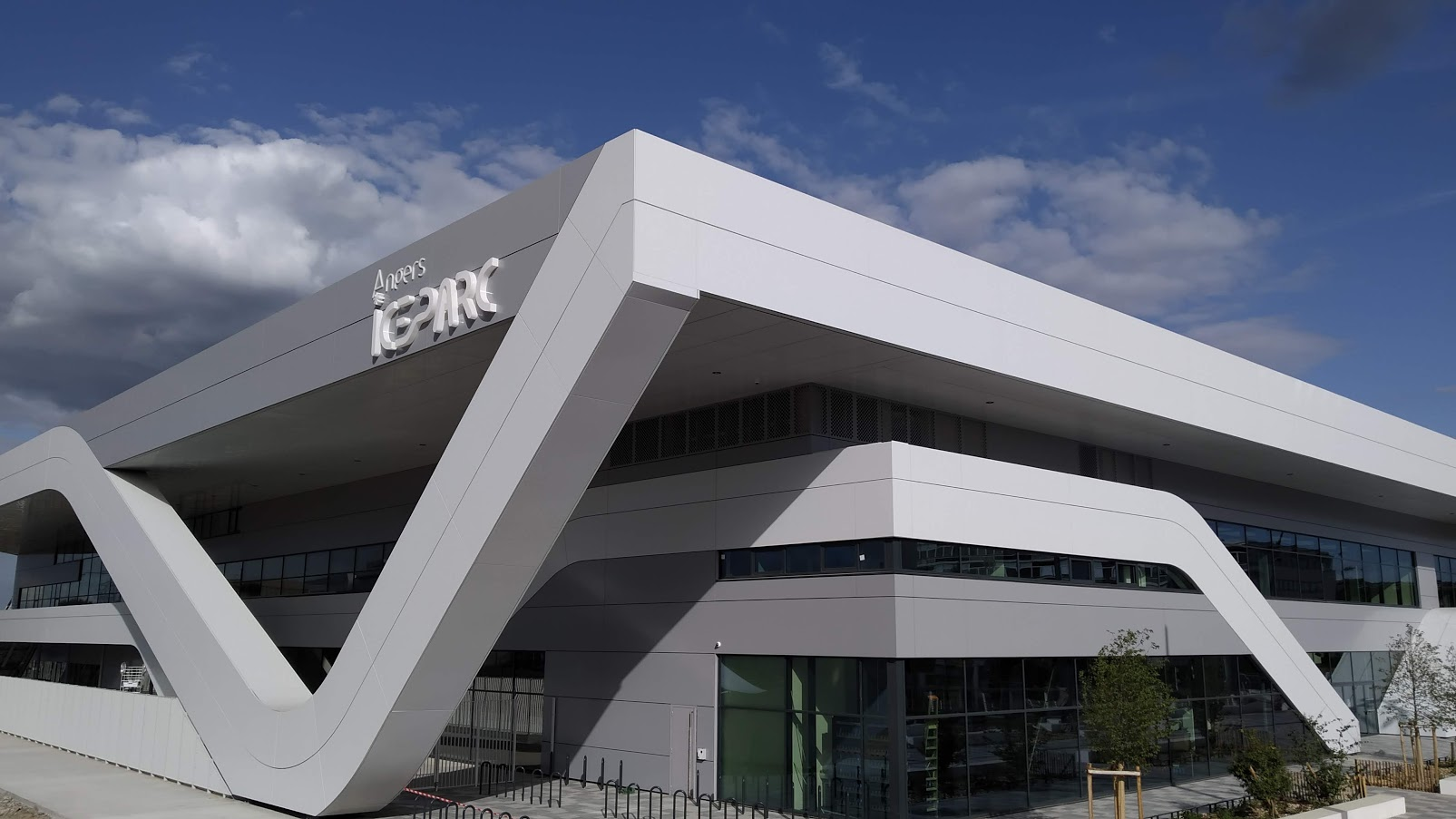
Angers Iceparc (2019)

Die Ducs d’Angers wurden im Jahr 1982 gegründet. Nach zehn Jahren gelang ihnen der Aufstieg in die damals noch Nationale A genannte höchste französische Spielklasse, die heutige Ligue Magnus. Bereits in ihrer ersten Saison in der Ligue Magnus erreichte das Team den 5. Platz und bis 2002 standen sie zu Saisonende immer zwischen dem vierten und dem achten Platz. Nachdem der Verein von 2002 bis 2004 am unteren Ende der Tabelle gestanden war, gelang bis 2007 die Rückkehr auf den fünften Platz.
Das Jahr 2007 war das bislang erfolgreichste der Clubgeschichte. Angers erreichte mit einem fünften Platz am Saisonende die zweitbeste Platzierung seit der Zugehörigkeit zur Ligue Magnus und gewann zudem sowohl die Coupe de France – den französischen Pokal – als auch die Trophée des Champions – den Supercup. Im Spiel um die Trophée des Champions schlug man den Meister Grenoble Métropole Hockey 38 mit 3:2 n. V. in deren Halle. 2014 erreichten die Ducs nach Platz vier in der Hauptrunde erstmals die Playoff-Endspiele, wo sie den Diables Rouges de Briançon mit 3:4 Siegen unterlagen. Im gleichen Jahr gewannen sie zum zweiten Mal den französischen Eishockeypokal.

## Erfolge
- Coupe de France: 2007, 2014
- Trophée des Champions: 2007

## Bekannte ehemalige Spieler
- Mickaël Babin
- Michel Breistroff
- Éric Doucet
- Olivier Latendresse
- Antonin Manavian
- Robert Ouellet
- Jorge Valle
- Michel Vallière